# Pepijn de Gebochelde
Pepijn met de bult of de gebochelde (ca. 767 – 811) was de oudste zoon van Karel de Grote. Zijn moeder was de Frankische edelvrouw Himiltrude. Mogelijk had Pepijn te kampen met kyfose na zijn geboorte, waardoor hij de bijnaam 'de gebochelde' of 'met de bult' kreeg. Hij bleef aan het hof wonen, zelfs nadat Karel de Grote zijn moeder wegstuurde en trouwde met Hildegard, rond het jaar 781. Pepijns halfbroer Carloman werd herdoopt onder de naam 'Pepijn van Italië', dit leidde tot de beslissing van Karel de Grote om de oudere Pepijn te onterven, dit omwille van meerdere mogelijke redenen. In 792 kwam Pepijn met de bult in opstand tegen zijn vader met een groep Frankische edellieden. Hun complot werd ontdekt en verijdeld voor ze hun samenzwering ten uitvoer konden brengen. Karel de Grote verlichtte Pepijns straf, in plaats van de doodstraf kreeg hij eerst de tonsuur en werd hij verbannen naar het klooster van Prüm. Sinds zijn dood in 811 was Pepijn het onderwerp van vele historische uitgaven.

## Jeugd
De omstandigheden rond Pepijns geboorte blijven onduidelijk volgens historici, meer specifiek als we kijken naar de al dan niet wettige verbintenis tussen Karel de Grote en Pepijns moeder. Volgens de meeste Karolingische bronnen zou Karel de Grote geen wettige verbintenis hebben met Himitrude. Einhard, een Frankische geschiedschrijver, schrijft zelfs dat Pepijns moeder een 'concubine' of 'bijzit' was en hij neemt Pepijn niet op in een opsomming van de nakomelingen van Karel de Grote. Einhard verwijst wel naar Himitrude als mogelijke moeder van Karel de Grote. 
Mogelijk was de verbintenis tussen Karel de Grote en Himitrude een Germaanse vorm van huwelijk, die niet als wettig werd gezien. Paulus Diaconus schreef dat Pepijn met de bult geboren is uit een concubine voor een wettige verbintenis maar wat hij precies bedoelde is onduidelijk: hij verklaart niet duidelijk of Karel de Grote dan helemaal niet wettig of pas na de geboorte gehuwd zouden zijn. Paus Stefanus III omschreef de verbintenis als wettig in een brief aan Karel de Grote. Maar hij wilde verhinderen dat Karel de Grote een verbintenis aanging met Desiderata van Lombardije, dochter van de Lombardijse koning Desiderius. 
Nadat Karel de Grote het advies van Stefanus III in de wind sloeg en huwde met Desiderata werd het verhaal van Himitrude vergeten. Het is ook mogelijk dat de wrevel van Karel de Grote jegens zijn misvormde zoon ertoe bijdroeg om te scheiden van Himitrude op het moment dat hij een betere mogelijkheid zag. Nog een andere mogelijkheid is dat men op zoek moest naar verklaringen om een andere erfgenaam naar voren te kunnen schuiven eens Pepijn zijn bochel begon te krijgen.
Het enige waar men zeker over is, is dat Karel de Grote een kind heeft gekregen met Himitrude, de vrouw waar hij al dan niet een wettige verbintenis mee had.

## Naam
Karolingische aristocraten noemden hun kinderen vaak naar succesvolle voorouders. Deze gewoonte was meer dan alleen een verering naar hun gestorven voorouders, ze geloofden dat het ook een manier was om hun kinderen te helpen hun verantwoordelijkheid te nemen om de rol over te nemen van hun voorouderlijke naamgenoten.
In de dynastie van Karel de Grote was de naam Pepijn zeer frequent. Pepijn was ook de naam van zijn vader, evenals van vele anderen in de koninklijke familie. De broer en politieke rivaal van Karel, Carloman, doopte zijn eerstgeboren zoon Pepijn nog voor Karel zelfs getrouwd was. Karel zelf was dan ook geneigd zijn eerste zoon Pepijn te noemen, overeenkomend met zijn ambities om zijn zoon erkend te zien als keizer. 

## In ongenade
Pepijn bleef aan het hof wonen nadat Karel zijn moeder wegstuurde om met Desiderata van Lombardije te huwen rond 770. Pas na het huwelijk van zijn vader met Hildegarde en de geboorte van hun kinderen Karel de Jonge (772) en Carloman (773) als mogelijke mannelijke erfgenamen werd de positie van Pepijn meer onzeker. In 780 of 781 liet Karel de Grote zijn zoon Carloman herdopen tot Pepijn. Vele historici interpreteren dit als het begin van de onterving van Pepijn met de Bult.

## Opstand
In 792 beraamde Pepijn met de Bult een complot om zijn vader van de troon te stoten. Hierbij kreeg hij hulp van ontevreden Frankische edelen. Het plan werd ontdekt nog voor Pepijn het tot uitvoer kon brengen. Zijn vader verbande hem naar het klooster van Prüm.

## Leven in het klooster en dood
Pepijn werd een monnik en sleet zijn dagen in het klooster van Prüm. Het klooster ligt in de buurt van de Rijn en de Moezel, ten noorden van het moderne Luxemburg. Prüm lag ver van het centrum van het rijk van Karel de Grote en was daarom een ideale plaats voor verbanning, ver van politieke intriges en opschuddingen.
Pepijn stierf in Prüm in 811, mogelijk aan de pest.